# Aires de Saldanha e Albuquerque Coutinho Matos e Noronha
Aires de Saldanha e Albuquerque Coutinho Matos e Noronha, mais conhecido simplesmente como Aires de Saldanha e Albuquerque e também chamado Aires de Saldanha e Albuquerque da Gama, segundo a genealogia de D. Antonio Caetano de Sousa, Tomo V página 205 e Ayres de Saldanha e Albuquerque Coutinho Corte-Real em Carvalho da Costa, nasceu em Goa.
Moço Fidalgo como o pai, e Fidalgo escudeiro (inscrito no Livro 2 de Mercês de El-Rei D. João V em 9 e 10 de fevereiro de 1708).
Gentil-homem da Câmara do Infante D. António: foi governador da Capitania Real do Rio de Janeiro; sargento-mor de batalha com exercício na torre de Belém, e antes mestre de campo, coronel e brigadeiro com exercício em ocasião de guerra; comendador de Santa Maria de Castro Laboreiro, na Ordem de Cristo.

## Dados genealógicos
Nascido em Lisboa, baptizado em 6 de Janeiro de 1681 e morto em 14 de Novembro de 1756 na sua Quinta da Junqueira, na freguesia da Junqueira, da mesma cidade.
Era filho de João de Saldanha de Albuquerque Matos Coutinho e Noronha, moço fidalgo.
Casou com D. Maria Leonor de Moscoso, morta em 1731, dama da Rainha D. Mariana d´Áustria, filha de D. João Mascarenhas, 5° conde de Santa Cruz e segundo marquês de Gouveia, e de D. Teresa Moscoso Osório, espanhola, filha de D. Gaspar Moscoso Osorio e D. Inês de Gusmão Espinola, dos Condes de Altamira.
Com este casamento, Aires de Saldanha conseguiu importantes cunhados. Entre eles D. Martinho Mascarenhas, 6° conde de Santa Cruz e 3º Marquês de Gouvea por carta de janeiro de 1714, com tratamento de Sobrinho, que foi mordomo-mor e comendador de Mertola, Mendo Marques, Vargem e alcaide-mor de Mertola e de Alcacer do Sal. Outro cunhado foi D. Gaspar Moscoso, deão da Sé de Lisboa, Reitor da Universidade e depois frade do Varatojo, Reformador dos Crúzios, muito válido do rei D. João V.
Entre dos seus onze filhos, um deles foi Manuel de Saldanha de Albuquerque e Castro, 1.º conde da Ega, capitão-general da Madeira, Vice-Rei da Índia e Governador da Índia, casado com Dona Ana Ludovina de Almada Portugal, filha de D. Luis José de Almada, mestre-sala da Casa Real.